# Turbo (band)
Turbo is een Nederlandse hardrockband uit Arnhem, die in 1979 ontstond uit de sciencefictionrockband Metal Voices.
Leen (Lain) Barbier (ex Speedtwins) begon de groep samen met gitarist Jos Jaspers (ex Long Tall Ernie and The Shakers), bassist Charles Schutters en drummer Eugene Arts. Arts, Barbier en Jaspers kenden elkaar reeds sinds 1974 uit de Arnhemse groep Trade Mark. 
Op 1 januari 1979 werd de maatschap Turbo opgericht. Gerepeteerd werd in de Novanex Studio in Wijchen onder auspiciën van wijlen Robert Laupman. De songs van de nieuwe band werden overwegend geschreven door zanger gitarist Lain Barbier. 
Diskjockey Alfred Lagarde herkende de kwaliteiten van de band en produceerde, zonder vermelding als zodanig wegens belangengenverstrengeling, het debuutalbum Turbo in 1979 voor CBS Nederland. 
Begin 1980 kwam een tweede album uit, getiteld You Girl. Dit keer werd Lagarde wel als producer vermeld. De single You Girl behaalde de tipparade en werd net geen hit. Schutters werd kort na de opnamen vervangen door Dick Kemper. Kemper is destijds dus niet op een Turbo-album te horen geweest. 
Na de ontbinding van Turbo vervolgde Kemper zijn carrière in Vandenberg. Barbier werd zanger van onder andere Diesel en zijn eigen Arnhemse band Rotor. 
In 1988 werd de samenwerking tussen Kemper en Barbier hernieuwd binnen de formatie No Exqze. Drummer werd Nico Groen en tweede gitarist was Geert Scheijgrond. Er werd een cd uitgebracht, geproduceerd door Tony Platt (producer van onder andere AC/DC).
No Exqze had aanzienlijk meer commercieel succes dan Turbo; de singles It's love en Home Again behaalden een positie in de Nederlandse Top 40. Ook werd er in Spanje in het voorprogramma van Status Quo gespeeld, wat zeer aansloeg bij de Spanjaarden.
In 1991 kwam Turbo weer bij elkaar voor een periode van een jaar; ditmaal met Geert Scheijgrond op gitaar. Gedurende dat jaar werd een aantal malen opgetreden.
In 2001 vond in Arnhem een reünie van Turbo plaats. Gedurende meerdere avonden werden in café De Kroeg, de Korenmarkt en Rocky's café te Arnhem (de locatie waar 25 jaar eerder ook de eerste optredens plaatsvonden) opnamen gemaakt voor een live CD, die werd uitgebracht onder de titel Turbolence. Eindelijk met Dick Kemper op bas. 
Na een jarenlang verblijf op Sardinie keerde Lain Barbier in 2007 weer naar Arnhem terug. Hij zingt tegenwoordig in diverse lokale bands en is tevens solo-artiest.  Opvallend was zijn deelname aan The Voice Senior. 
Verder maakt hij deel uit van de Rotterdamse rockband Smalltown Nobodies en treedt hij op met zijn formatie Lain's Workout. De laatste jaren is de veelzijdige Arnhemmer ook nog eens actief met zijn nieuwste band; Sugariff.  
Sinds 2013 is bovendien Turbo weer On The Road. Eugene Arts die in 2012 is overleden werd hierin opgevolgd door Willem van der Aa, de voormalige uitbater van horecazaak de Katoenclub in Arnhem. Verder doen Geert en Dick en uiteraard Lain Barbier weer mee met de locaal legendarische band.